# Philippe K. Ziadé
Pour les articles homonymes, voir Ziadé.
Philippe Khalil Ziadé (en فيليب خليل زياده), né le 13 avril 1976, est un entrepreneur libano-américain et consul honoraire du Liban au Nevada.
Il fonde et préside Growth Holdings, entreprise basée à Las Vegas. Ziadé est engagé dans la politique libanaise et les affaires des expatriés.
Philippe Ziadé naît à Herharaya al-Qattine au Liban et immigre aux États-Unis en 1998. Il s'installe à Las Vegas, où il étudie le génie mécanique et civil. Au cours de la crise financière mondiale de 2007-2008, Ziadé acquiert, remodèle et vend des propriétés en difficulté. Sa société mère, Growth Holdings, gère un portefeuille de 24 filiales opérant aux États-Unis, en Europe, au Japon et au Moyen-Orient. Compte tenu de son expérience dans les solutions d'énergie verte, il est nommé au bureau du ministre de l'Énergie au Liban. Ziadé refuse en raison de développements politiques régionaux qui auraient entravé le fonctionnement du cabinet technocratique proposé par Hassan Diab.
Ziadé est nommé consul honoraire du Liban au Nevada par le président Michel Aoun. Il est reconnu pour son innovation en tant que directeur général, et pour son soutien à la jeunesse libanaise. Sa société holding est engagée avec un certain nombre d'universités libanaises pour encadrer et embaucher des diplômés. Ziadé a été la cible de campagnes sur les réseaux sociaux au moment de sa nomination au bureau du ministre libanais de l'Énergie.

## Jeunesse et études
Ziadé est né de Nayla et Khalil Ziadé, le 13 avril 1976  à Herharaya al-Qattine dans le district de Keserwan au Liban . En 1998, il émigre aux États-Unis et s'installe à Las Vegas, où résidait son oncle paternel, pour poursuivre un double diplôme en génie mécanique et civil à l' Université du Nevada à Las Vegas,,,.

## Carrière
Ziadé lance une entreprise de fabrication de pierre de construction en 1997. Six mois après le début de ses études universitaires, il obtient un contrat pour fournir du marbre importé du Liban au Palms Casino Resort à Las Vegas.
Après l'obtention de son diplôme en 2000, Ziadé  devient investisseur et promoteur immobilier. Au cours de la crise financière mondiale de 2007-2008, il vend ses actifs, mais il capitalise ensuite sur les opportunités commerciales post-crash en achetant, remodelant et vendant des propriétés en difficulté.
Ziadé lance Growth Holdings à Las Vegas en 2008, qui devient un conglomérat de 24 sociétés opérant dans les domaines de la construction, de la technologie, de l'hôtellerie, de l'éducation et du divertissement,,,,.
Son entreprise reprend et devient la plus grande entreprise immobilière, par volume de transaction, au Nevada avec des bureaux en Europe, au Japon et au Moyen-Orient.
En réponse aux préoccupations écologiques, Ziadé s'est associé à Tesla pour défendre et développer des logements écologiquement durables en mettant l'accent sur l'utilisation efficace des technologies préexistantes. Ses activités se sont développées pour fournir des services d'accueil écologiques, énergétiquement et financièrement efficaces ; ses filiales développent des logements haut de gamme basés sur la technologie Tesla,.
En 2019, Ziadé a été nommé consul honoraire du Liban au Nevada par le président libanais Michel Aoun,.

## Secteur public libanais de l'énergie
Ziadé montre de l'intérêt pour la réforme du secteur de l'énergie libanaise en 2017. Il propose d'utiliser les nouvelles technologies, la facturation nette, et revendre l'électricité au réseau de gestion des déchets de l' énergie et de fournir les sources d'énergie autonomes et durables au Parlement libanais avant sa nomination au poste de ministre de l'Énergie. Sa proposition est rejetée,. Des procédures alternatives sont discutées avec le gouvernement libanais, ciblant les particuliers consentants, mais celles-ci se heurtent à des obstacles législatifs et à une assemblée parlementaire inerte.

## Opinions et implication politiques
Khalil, le père de Philippe, est un partisan de longue date du parti phalangiste Libanais. Philippe est un critique virulent de l'impasse politique libanaise  : il obtient le soutien de l'élite aouniste, à savoir le président Aoun et le président du Mouvement patriotique libre, ministre des Affaires étrangères et des Émigrants, Gebran Bassil, avec lequel il développe des liens étroits.
En janvier 2020, Ziadé est nommé ministre de l'Énergie et de l'Eau dans le cabinet du Premier ministre, Hassan Diab  (il maintient qu'il a été nommé par Sayed Fenianos, membre du conseil d'administration de l'Université Harvard qui est en communication avec Diab). La nomination de Ziadé au bureau est basée sur son expérience avec les énergies renouvelables et durables ; son programme de réforme est centré sur la réduction du gaspillage d'énergie et le passage de l'énergie fossile des ménages et des entreprises à l'autonomie, en utilisant une nouvelle technologie d'énergie renouvelable telle que le Powerwall de Tesla.
Au cours d'une interview télévisée, l'influent cardinal Bechara Boutros al-Rahi, patriarche maronite d'Antioche, et chef de l' Église maronite a ouvertement soutenu la nomination de Philippe. Ziadé décline la nomination à la suite de la liquidation de Qasem Soleimani, un commandant militaire iranien de haut rang qui, selon lui, imposerait une ingérence politique régionale dans la politique libanaise interne alors qu'il s'attendait à faire partie du cabinet technocratique de Diab.
Ziadé fait l'objet d'une campagne de diffamation médiatique impliquant la circulation de ses photos en état d'ébriété lors d'un enterrement de vie de garçon alors qu'il avait 22 ans,,. Il publie un communiqué de presse annonçant que son refus du poste de cabinet n'est pas lié aux photos divulguées. Ziadé ne s'est pas excusé lors d'une interview télévisée avec le journaliste libanais Marcel Ghanem et justifie son comportement comme un aspect normal de l'intégration dans la culture occidentale,.
À la suite des manifestations libanaises de 2019-2021, Ziadé appelle à une réforme politique en commençant par des élections législatives anticipées qui introduisent de jeunes députés et la formation d'un cabinet technocratique.
Bien qu'il ait déclaré son soutien au mouvement révolutionnaire, Ziadé déclare qu'il ne souscrit pas à la devise des manifestants « Ash-shab yurid isqat an-nizam » [le peuple veut renverser le régime]. Il justifie sa position en disant que le Liban est une démocratie parlementaire défaillante qui a besoin d'être réformée,.
Ziadé est partisan d'un État laïc et de la séparation des pouvoirs.

## Activisme et philanthropie
En 2014, Ziadé lance le programme « Invest To Stay » à Los Angeles, qui vise à créer des opportunités d'investissement viables pour une croissance durable et financière afin de stimuler l'économie libanaise,,.
Ziadé soutient l'autonomisation des jeunes, en particulier dans la diaspora. Il confirme son soutien en investissant dans les ressources humaines et la créativité, en parrainant des étudiants et en offrant des opportunités de carrière aux diplômés en énergies renouvelables, quelle que soit leur origine politique,,,. Il parraine le partenariat entre l' Université libanaise du Saint-Esprit de Kaslik et RENAC, l'un des principaux fournisseurs internationaux d'éducation et de formation dans les domaines des énergies renouvelables et de l'efficacité énergétique,,,. Ziadé s'est également associé à l' Université libanaise Notre-Dame-Louaize pour développer des programmes d'énergie renouvelable et pour offrir des opportunités d'emploi et de mentorat dans ses entreprises technologiques,.
Ziadé est un partisan de la protection des droits intellectuels au Liban. En 2018, il est conférencier et co-organisateur avec YouTube et le ministère libanais de l'Économie et du Commerce d'un atelier sur la musique et la protection de la propriété intellectuelle tenu à Beyrouth,.
Ziadé participe à la conférence In Defence of Christians (IDC) « En défence des Chrétiens » en 2016. Il met son jet privé au service du Patriarcat maronite en 2018, pour le transport des reliques de Sainte Marina depuis l'église de Santa Maria Formosa à Venise, de l'Italie au Liban,,.

## Reconnaissance
Lors de sa tournée pastorale aux États-Unis en 2017, le patriarche Moran Mor Bechara Boutros al-Rahi décerne à Ziadé la médaille Saint-Maron en reconnaissance de son investissement dans l'éducation de la jeunesse libanaise. Ziadé reçoit le Prix Burj Innovative CEO Award de l'année pour l'innovation, le 31 octobre 2019, du réseau des Clubs des directeurs généraux basé à Dubaï,,,,,.

## Critique
En 2019-2020, Philippe Ziadé est critiqué pour ses liens étroits avec Gebran Bassil, alors ministre des Affaires étrangères et des Émigrants, considéré par certains mouvements d'opposition libanais comme une personnalité politique corrompue. Il répond à la critique en déclarant que sa relation avec Bassil est celle d'un ministre des Affaires étrangères actif avec un expatrié qui a réussi. Il a ajouté que Bassil n'est pas celui qui l'a nommé au poste de ministre de l'Énergie,.

## Vie privée
Philippe se décrit comme un fervent chrétien ayant des liens étroits avec sa famille. Philippe a deux enfants vivant entre les États-Unis et le Liban. 